# 113673 Bettystrickland
113673 Bettystrickland è un asteroide della fascia principale. Scoperto nel 2002, presenta un'orbita caratterizzata da un semiasse maggiore pari a 3,136808 UA e da un'eccentricità di 0,141708, inclinata di 14,664331° rispetto all'eclittica. Ha un diametro di 6,201	km.